# Antonio Pugliese
Antonio Pugliese, noto anche con lo pseudonimo di Tony Parisi (Cosenza, 22 gennaio 1941 – Niagara Falls, 19 agosto 2000), è stato un wrestler italiano naturalizzato canadese.
Parisi lottò principalmente nella categoria tag team, e vinse il titolo di coppia in svariate federazioni di wrestling, inclusa la World Wide Wrestling Federation. Insieme a Louis Cerdan, detenne il WWWF World Tag Team Championship dal 1975 al 1976. Come wrestler singolo, vinse il WWF International Heavyweight Championship.
Dopo essersi ritirato dal ring, Pugliese continuò a lavorare nell'ambiente prima di passare a dirigere un hotel e un ristorante. Morì di infarto nel 2000 a 59 anni.

## Carriera

### Inizi
Pugliese debuttò nel mondo del wrestling professionistico nel 1961 a Detroit, Michigan. Presto andò a combattere in Canada, dove divenne popolare come wrestler "babyface" ("beniamino del pubblico"). In uno dei suoi primi match, affrontò Gino Brito, che in seguito sarebbe diventato il suo partner di tag team di lunga data. Pugliese & Brito si spostarono a Nashville, Tennessee nel 1962 per andare a lottare in una federazione guidata da Nick Gulas; la coppia vinse il titolo di coppia entro due settimane dall'arrivo. Nel corso della sua carriera, Pugliese formò vari tag team in varie promozioni con altri lottatori di origine italiana, inclusi Dominic DeNucci, Tony Marino, e David Sammartino (che lottava come "Bruno Sammartino Jr.").
Anche se Pugliese lottò principalmente in Canada in questo periodo, combatté anche in Australia e Giappone. Nel 1973, prese parte alla prima edizione del torneo Champion Carnival promosso dalla All Japan Pro Wrestling. Perse al primo round contro Hiro Matsuda.
Pugliese lottò anche come heel per qualche tempo. Utilizzò il ring name "Tenor" Parisi; in questa gimmick, indossava un completo bianco e cantava arie d'opera per far infuriare il pubblico.

### World Wide Wrestling Federation
Nel 1966, Pugliese iniziò a lottare nella World Wide Wrestling Federation, dove veniva presentato al pubblico come il "cugino" di Bruno Sammartino. In questa veste, venne preso di mira da svariati wrestler heel, che volevano iniziare dei feud con la famiglia Sammartino. Il 21 febbraio 1966, Pugliese lottò in coppia con Johnny Valentine e vinse il WWWF United States Tag Team Championship sconfiggendo Dan Miller e Dr. Bill Miller. I due detennero i titoli per nove mesi prima di cederlo a Baron Mikel Scicluna e Smasher Sloan il 22 settembre. In questo match, Valentine tradì Pugliese consegnando le cinture di campioni di coppia agli avversari mentre Pugliese era infortunato. Successivamente, Pugliese fece coppia con Miguel Pérez per sfidare Scicluna & Sloan per il titolo, ma Pérez si infortunò durante la contesa e venne sostituito da Spiros Arion. Pugliese & Arion vinsero l'incontro e le cinture; restando campioni fino al giugno 1967. La coppia si sciolse quando Pugliese lasciò temporaneamente gli Stati Uniti e Arnold Skaaland fu nominato campione al suo posto.
Tornato in WWWF, Pugliese adottò il ring name Tony Parisi. In coppia con Gino Brito, che lottava sotto lo pseudonimo "Louis Cerdan", conquistò il WWWF World Tag Team Championship il 18 novembre 1975. I due sconfissero i Blackjacks (Blackjack Mulligan & Blackjack Lanza) e detennero le cinture per più di sei mesi. Persero il titolo contro gli Executioners (Killer Kowalski & Big John Studd, che indossavano delle maschere per celare la loro identità) l'11 maggio 1976. Sempre nel 1976, Parisi fece coppia con Bruno Sammartino al Madison Square Garden in un match che li vide trionfare contro Ivan Koloff e Superstar Billy Graham. Quando nel 1982 la compagnia (rinominatasi nel frattempo World Wrestling Federation) decise di riattivare il WWF International Heavyweight Championship, Parisi divenne il nuovo campione. Perse poi la cintura in agosto contro il suo ex partner di coppia, Gino Brito.

### Montreal's Lutte Internationale
La maggior parte del finale di carriera, Pugliese la trascorse lottando come Tony Parisi a Montréal nella Lutte Internationale (conosciuta anche come International Wrestling). Viaggiò attraverso la provincia, combattendo prevalentemente in coppia. Nel 1982, lui e Gino Brito vinsero il Canadian International Tag Team Championship da Gilles Poisson & Sailor White. Anche se cedettero i titoli a Pierre Lefebvre & Michel Dubois, i due furono in grado di riconquistarli nel gennaio seguente sconfiggendo Lefebvre & Pat Patterson. Lefebvre si alleò con Billy Robinson e in coppia con lui riuscì a riconquistare le cinture, ma Parisi & Brito le ripresero per la terza volta il 12 dicembre 1983 dagli allora campioni in carica Lefebvre & Patterson. Ancora una volta, Lefebvre prese un nuovo partner, Frenchy Martin, e rivinse i titoli da Parisi & Brito il mese successivo. L'ultimo regno da campione Canadian International Tag Team di Parisi ebbe inizio il 20 febbraio 1984, quando in coppia con Dino Bravo si aggiudicò nuovamente il titolo. Il regno durò svariati mesi prima di terminare per mano di Lefebvre & Martin.

## Vita privata
Nato in Italia, Pugliese si trasferì in Canada a Thunder Bay, Ontario, all'età di nove anni, ma dopo poco tempo la famiglia si spostò a Niagara Falls. Frequentò l'YMCA a Niagara Falls e iniziò l'attività di lottatore studentesco a 16 anni. Appassionato di musica lirica, collezionava dischi in vinile.
Pugliese incontrò Chiara Vaccaro a Niagara Falls, e la coppia si sposò nel 1968. Nel 1976 nacque loro una figlia di nome Ida. Dopo il ritiro dal wrestling, Pugliese diresse il Niagara Family Inn e il Big Anthony's Restaurant (entrambe attività di famiglia) a Niagara Falls fino al decesso sopraggiunto per un attacco di cuore il 19 agosto 2000.

## Personaggio
Mossa finale
- Italian Cannonball (Senton)

Manager
- Arnold Skaaland[16]

## Titoli e riconoscimento
- Big Time Wrestling
  - NWA Texas Tag Team Championship (1) - con Wahoo McDaniel[17]
- Championship Wrestling from Florida
  - NWA Florida Tag Team Championship (1) - con Dominic DeNucci
- Lutte Internationale
  - Canadian International Tag Team Championship (4) - con Gino Brito (3) & Dino Bravo (1)[14]
- National Wrestling Federation
  - NWF World Tag Team Championship (3) - con Dominic DeNucci (2) & Luis Martinez (1)[18]
- World Championship Wrestling (Australia)
  - IWA World Tag Team Championship (5) - con Mario Milano (1), Dominic DeNucci (1), Don Leo Jonathan (2), & Mark Lewin (1)[19]
- Worldwide Wrestling Associates
  - WWA World Tag Team Championship (1) - con Pedro Morales[20]
- World Wide Wrestling Federation / World Wrestling Federation
  - WWF International Heavyweight Championship (1)[13]
  - WWWF United States Tag Team Championship (2) - con Johnny Valentine (1) & Spiros Arion (1)[8]
  - WWWF World Tag Team Championship (1) - con Louis Cerdan[12]